# 붉은꼬리딱새

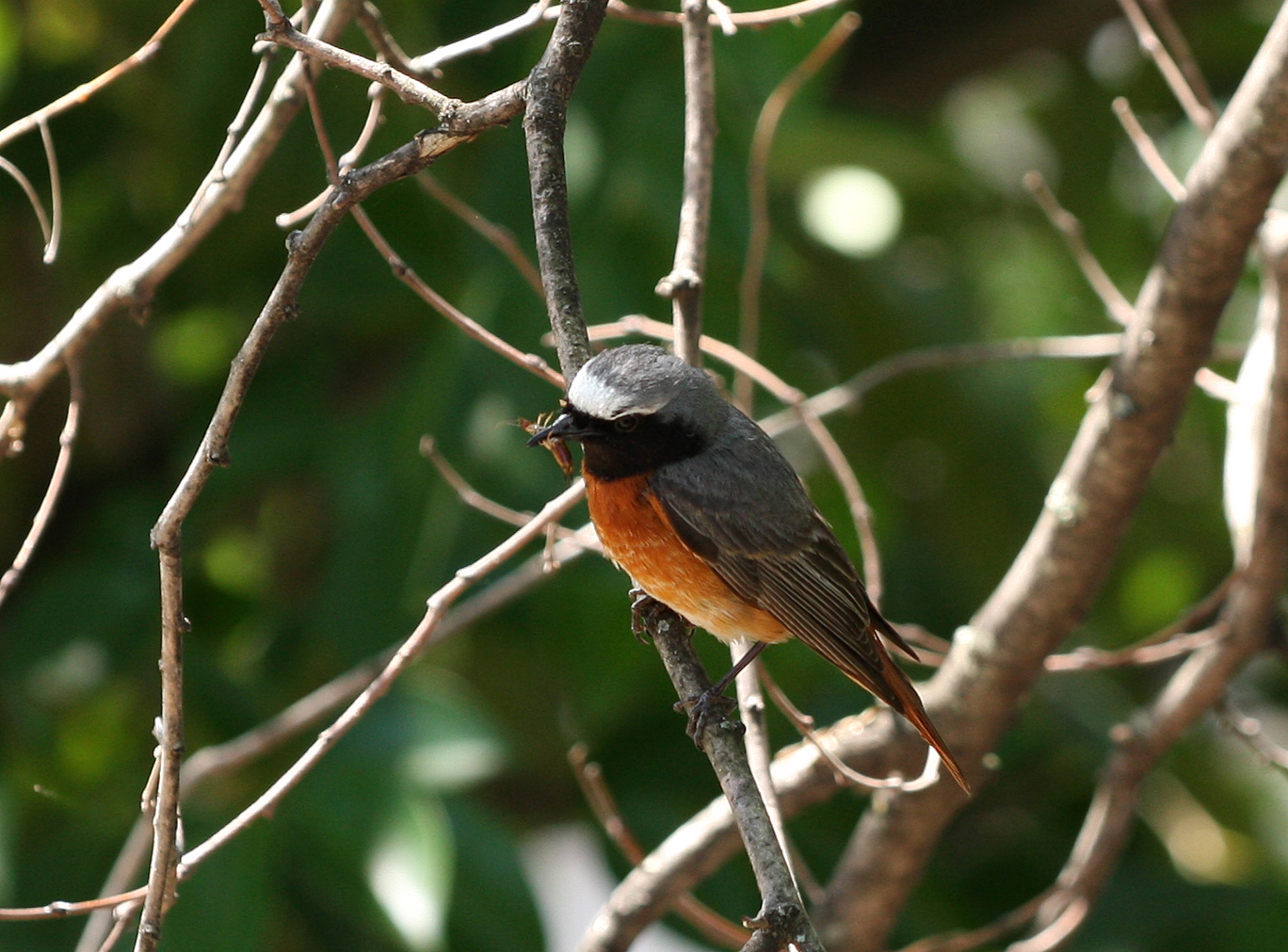
수컷.

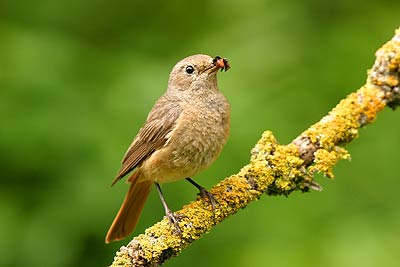
암컷.

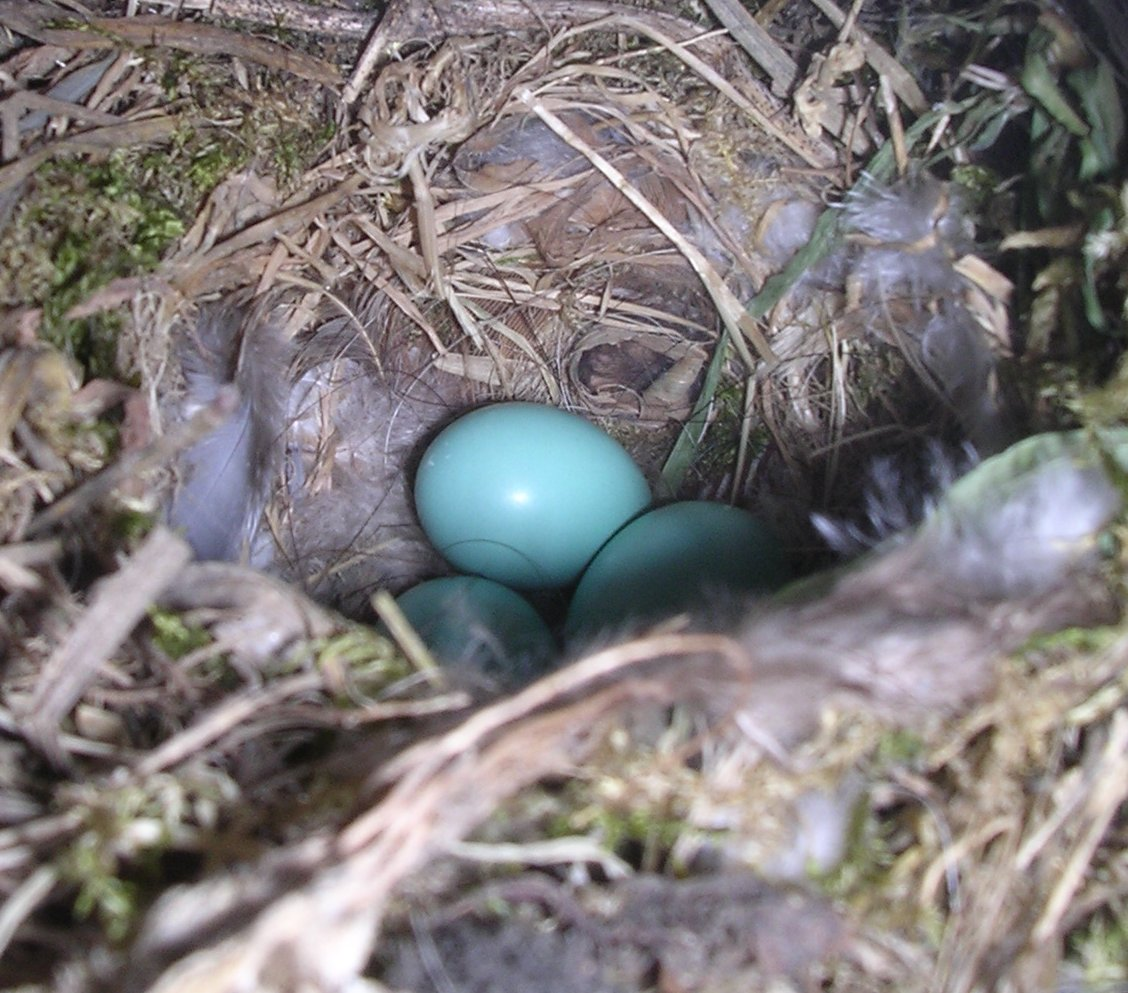
알 둥지.

붉은꼬리딱새(common redstart, Phoenicurus phoenicurus)는 딱새속에 속하는 조그마한 철새이다.

## 아종
두 아종이 있다.
- Phoenicurus phoenicurus phoenicurus: 유럽 전역에서 볼 수 있고 시베리아에 도달한다.
- Phoenicurus phoenicurus samamisicus: 크림반도에서 튀르키예, 중동, 중앙아시아에서 볼 수 있다. P. p. phoenicurus보다 조금 더 작다.

아종은 튀르키예와 발칸반도 남부에서 널리 변화되어 왔다.

## 개요
13~14.5 센티미터 길이에 조금 더 날씬하지만 11~23 그램의 무게가 나갈 정도로 그리 체중이 많이 나가지는 않는다. 꼬리는 붉은 빛을 낸다. 부리와 다리는 검은 빛깔이다.
붉은꼬리딱새의 영어 낱말 redstart에서 start는 꼬리의 옛 낱말이다. 공통 유럽 조류들 가운데 오직 검은머리딱새(Phoenicurus ochrurus)만이 꼬리 색이 비슷하다.
암컷은 더 갈색 빛을 띠며 아래 부분은 옅으며 목은 하얗다.